# Fuerza Aérea Sueca
La Fuerza Aérea Sueca (en sueco: Svenska flygvapnet), antes conocida como Real Fuerza Aérea Sueca (Kungliga Svenska Flygvapnet), es la rama aérea de las Fuerzas Armadas de Suecia. Sus orígenes se remontan al 1 de julio de 1916, momento en el que las aeronaves del ejército y de la armada sueca existentes en ese momento se unieron.

## Aeronaves y equipamiento
La Fuerza Aérea Sueca cuenta en la actualidad con las siguientes unidades:
| Aeronave                   | Origen         | Tipo                               | Versiones                          | En servicio | Notas |
| Aviones                    | Aviones        | Aviones                            | Aviones                            | Aviones     | Aviones |
| -------------------------- | -------------- | ---------------------------------- | ---------------------------------- | ----------- | --- |
| Saab 39 Gripen             | Suecia         | Avión de caza                      | JAS 39AJAS 39BJAS 39C JAS 39DTotal | 07525105    | 12 JAS 39C y 2 JAS 39D estuvieron arrendados a la República Checa hasta el año 2015; otros 12 JAS 39C y 2 JAS 39D están arrendados con opción de compra a Hungría. Suecia ha ordenado 60 Gripen E. |
| Saab 32 Lansen             | Suecia         | Avión de caza                      | J 32B                              | 2           | Unidades empleadas por el Servicio Sueco de Seguridad Radioactiva para mediciones atmosféricas. |
| Saab 105                   | Suecia         | Avión de entrenamiento y de ataque | SK 60                              | 42          | |
| Saab 340                   | Suecia         | A. de transporteAEW&C              | TP 100S 100B                       | 32          | |
| Lockheed C-130 Hércules    | Estados Unidos | Avión de transporte                | TP 84                              | 8           | |
| Gulfstream IV              | Estados Unidos | Transporte VIP                     | TP 102A                            | 1           | |
| Gulfstream IV-SP           | Estados Unidos | SIGINTTransporte VIP               | S 102BTP 102C                      | 21          | |
| Gulfstream G550            | Estados Unidos | Transporte VIP                     | TP 102D                            | 1           | |
| SAGEM Sperwer              | Francia        | Vehículo aéreo no tripulado        | UAV Ugglan                         | 3           | |
| Helicópteros               |                |                                    |                                    |             | |
| Agusta A109                | Italia         | Helicóptero de transporte          | HKP 15                             | 20          | |
| Sikorsky UH-60M Black Hawk | Estados Unidos | Helicóptero de transporte          | HKP 16                             | 15          | |
| NHIndustries NH90          | Unión Europea  | Helicóptero de transporte          | HKP 14                             | 18          | 9 son cazadores de submarinos. |

## Galería de imágenes

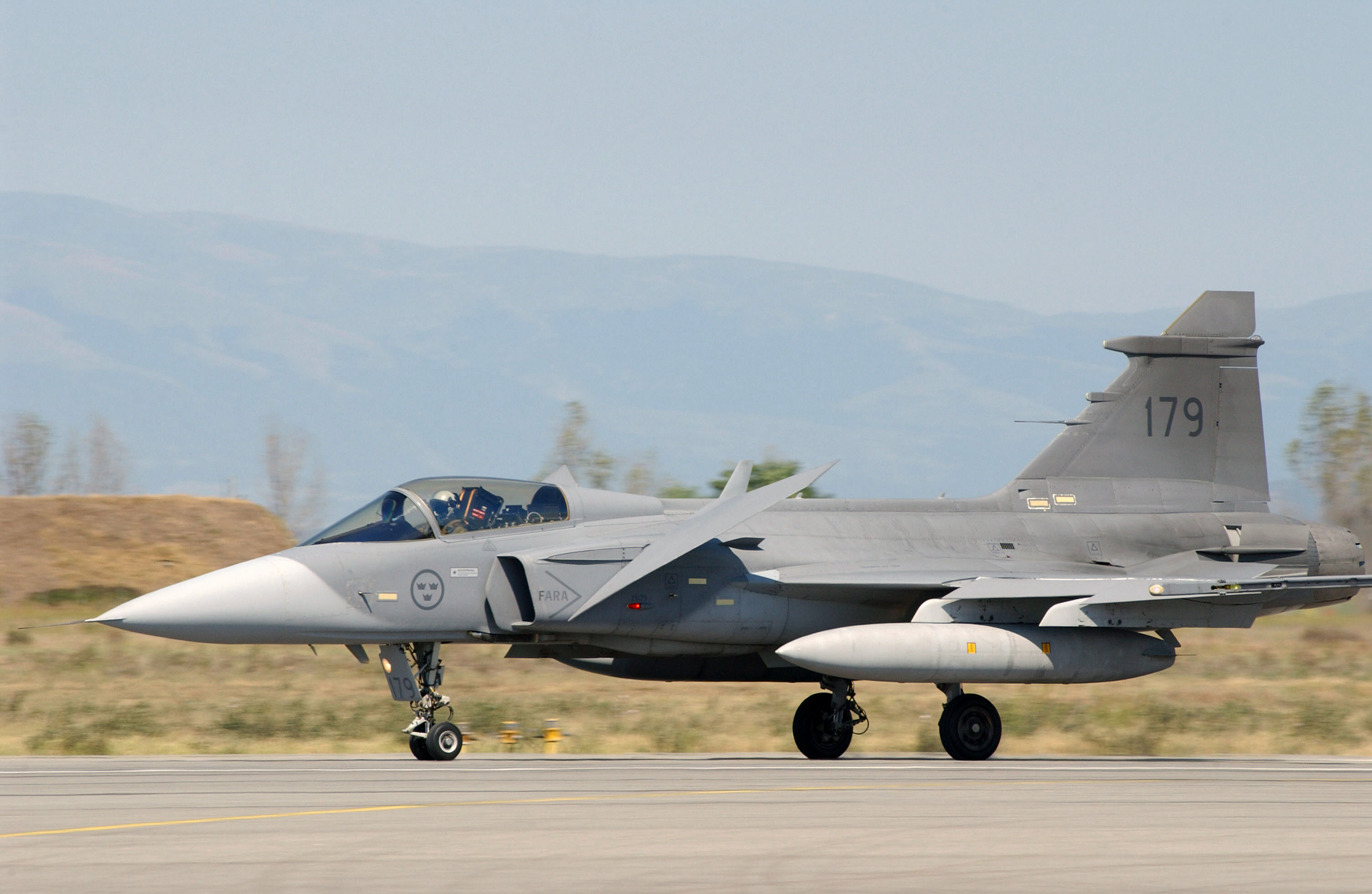
Saab 39 Gripen
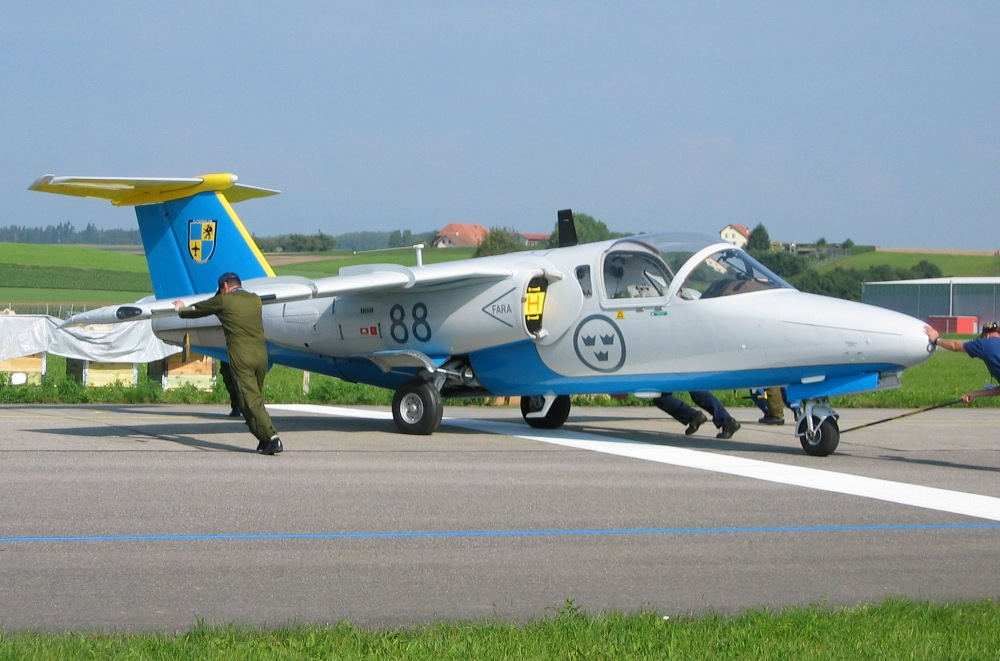
Saab 105
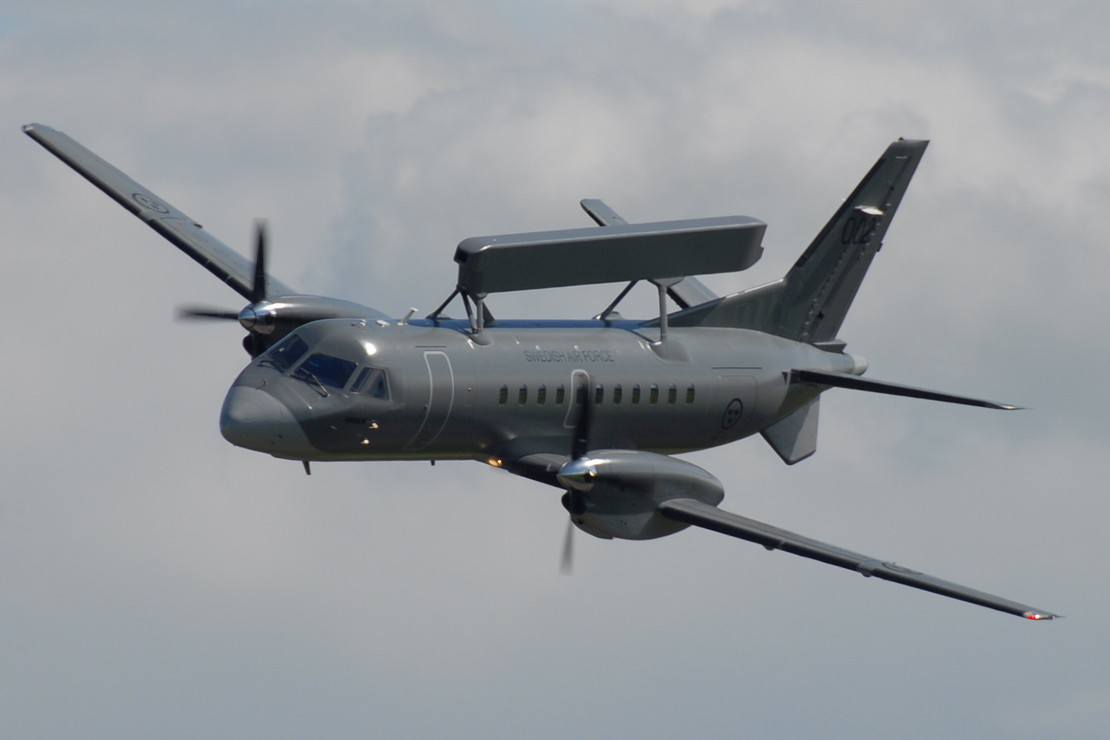
Saab 340 AEW&C
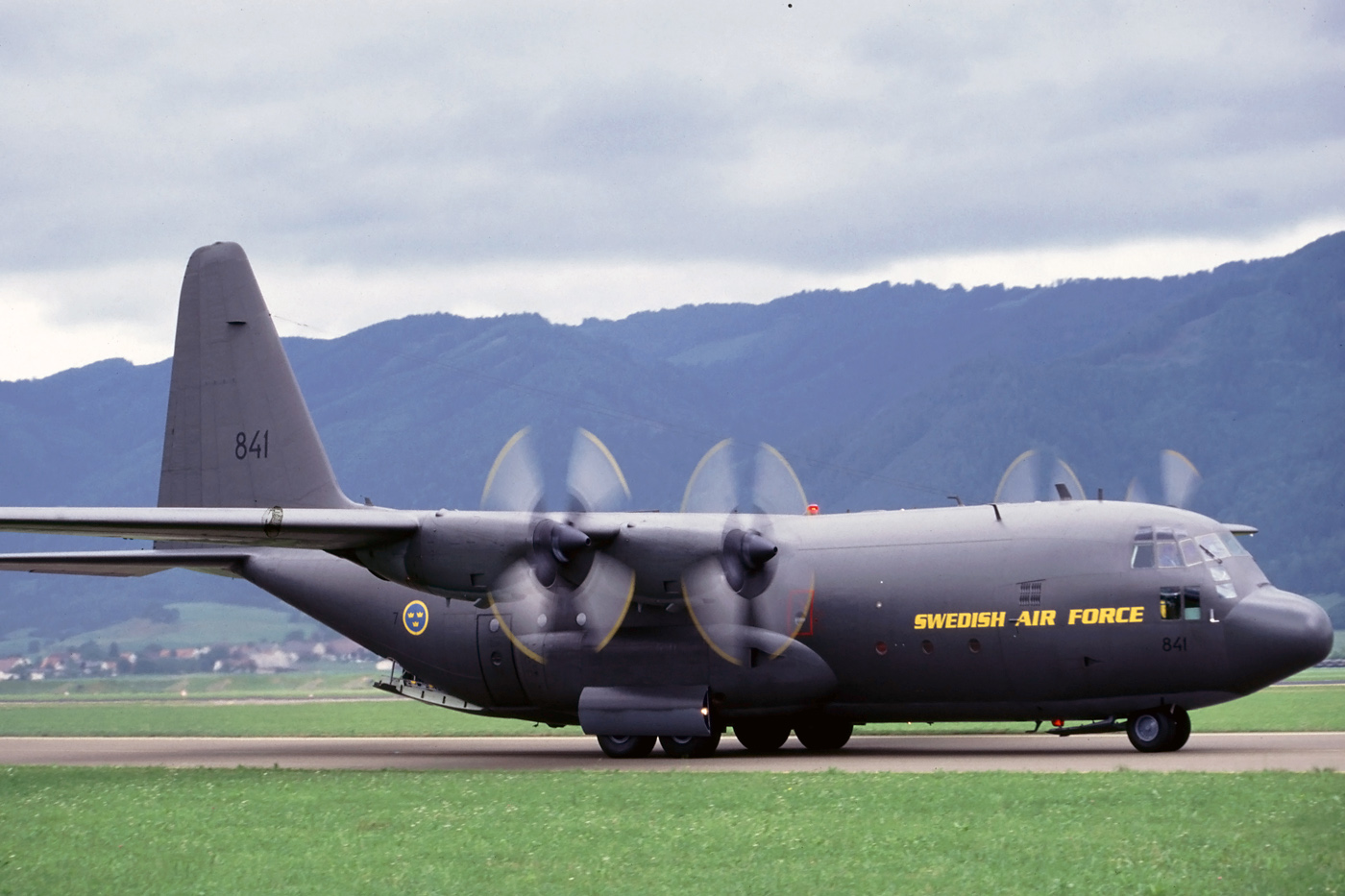
TP 84 Hercules